# Sabam
Die Belgische Gesellschaft der Urheber, Komponisten und Verleger, kurz Sabam (franz.-niederl. Akronym für Société d’Auteurs Belge – Belgische Auteurs Maatschappij), ist eine 1922 ursprünglich von Autoren gegründete belgische Vereinigung zum Schutz derer Urheberrechte. Sitz der Organisation ist Brüssel.
Später schlossen sich auch Künstler anderer Kategorien der Sabam mit dem gleichen Ziel an, beispielsweise Komponisten, Liedtexter, Drehbuchautoren, Fotografen, Regisseure, Schauspieler und Herausgeber.
Ein Test des investigativen und satirischen flämischen Fernsehmagazins Basta zeigte, dass die Gesellschaft für absolut alle gemeldeten Titel Gebühren kassiert, egal ob sie dafür die Rechte übertragen bekommen haben oder nicht. Getestet wurde dies zwei Mal mit fiktiven Künstlern und Liedtiteln aus Aufschriften eines Händetrockners sowie von Lebensmitteln und Küchengeräten aus dem Supermarkt.
Im November 2012 mussten eine Reihe von Benefizkonzerten vor den Toren der von Schließung bedrohten Fordwerke in Genk von den veranstaltenden Gewerkschaften abgesagt werden, da die Sabam nicht auf Aufführungsgebühren verzichten wollte.